# 방글라데시의 행정 구역
방글라데시의 행정 구역은 8개의 주(Bibhag)와 이들 주에서 또 64개의 구(Jela, Zila, Zela)로 나뉜다.